# Gabriel Chang Bong-hun
Gabriel Chang Bong-hun (coreano 장봉훈, Eumseong, Coreia do Sul, 4 de janeiro de 1947) é um clérigo sul-coreano e bispo católico romano emérito de Cheongju.
Gabriel Chang Bong-hun recebeu o Sacramento da Ordem em 3 de maio de 1976.
Em 3 de junho de 1999, o Papa João Paulo II o nomeou Bispo de Cheongju. O arcebispo de Seul, Nicholas Cheong Jin-suk, consagrou-o bispo em 24 de agosto do mesmo ano; Os co-consagradores foram o Arcebispo de Gwangju, Andreas Choi Chang-mou, e o Bispo de Masan, Michael Pak Jeong-il.
Em 19 de março de 2022, o Papa Francisco aceitou sua aposentadoria por motivos de idade.